# Ulli Beier
Horst Ulrich Beier, mais conhecido como Ulli Beier (30 de julho de 1922 - Sydney, 3 de abril de 2011), foi um editor, escritor e acadêmico judeu-alemão, que teve um papel pioneiro no desenvolvimento da literatura, teatro e poesia na Nigéria, bem como na Papua Nova Guiné. Sua segunda esposa, Georgina Beier, nascida em Londres, teve um papel igualmente fundamental no fomento das artes visuais durante o tempo em que o casal residiu na Papua Nova Guiné.
Em 1961 Ulli Beier visitou Lourenço Marques em Moçambique e a África do Sul.